# 阪神タイガースDS
『阪神タイガースDS』（はんしんタイガースディーエス）は、スパイクが2008年8月28日に発売したニンテンドーDS用コンピュータゲームである。

## 概要
阪神タイガース球団公認のクイズゲームで、タイガースに所属した選手やユニフォームなどの球団史、2008年版の選手名鑑などが閲覧できるデータベースも用意されている。ミニゲームは収録されているが、野球の試合をプレイするモードはない。
クイズに正解することでタイガースの名シーンの画像や映像が閲覧できるようになるほか、六甲おろしの演奏（歌入り・カラオケ）も収録されている。

### クイズ
2500問収録。出題形式は○×、四択、並べ替え、文字入力（タッチペンで文字を入力）、ポジション（正解だと思う守備位置をタッチする）などの形式がある。出題難易度別にレベル分けされたモードや年代別に出題されるモードなどがある。
成績に応じて2008年の所属選手のカードが手に入る。このカードは通信機能を用いて交換することができる。